# オーラルヴァンパイア
オーラルヴァンパイア（Aural Vampire）は、日本の音楽ユニット。

## 概要
EXO-CHIKA（エキゾチカ）とRAVEMAN(レイブマン)によって結成。ニュー・ウェイヴ系統の音に、中毒性ある歌謡メロディー、そして80年代ホラー映画のようなビジュアルセンスは、特に海外から注目を集め、これまでに欧米11ヶ国45都市で大規模フェスを含む会場でライブを行っている。インディーズでの活動を経て、2010年にavex traxからアルバム『ZOLTANK』をリリース。
iTunesエレクトロチャート1位、Myspace.com邦楽インディーズ1位、インダストリアル、ニュー・ウェイヴなどの部門別の世界チャート1位も獲得した。またThe BirthdayMassacre、Black Veil Brides、Domminといったバンドとともにアメリカ22都市LIVEツアーを行い成功を収め、さらに毎年フランス・パリで行われる世界最大のジャパンカルチャー・フェスティバル『Japan Expo』においては、2011年度の音楽部門（J-Music AWARDS）ベストアーティストに選ばれている。その活動は日本のメインストリームでも紹介され、Yahoo!検索ワードランキング(人物名)1位にもなった。2012年、新メンバーの加入によりバンド形態となった。

## メンバー
EXO-CHIKA（エキゾチカ）ボーカルと作詞担当。金髪ロング。牙は相当しっかり付けたものであり、取り外しは出来ない。胸はFカップである（テレビで公表）。
RAVEMAN(レイブマン)仮面のDJ/コンポーザー。全ての作曲/編曲、一部作詞。またアルバムアートワークや「ソロウィン」のアニメPVも制作している。ソロプロジェクトFUTON DISCOとしても活動。
Wu-CHY（うっちー）ベース担当。BATCAVE、BPM13GROOVEのベーシストとして知られる。またサポートとしてDETROX、栄喜（SIAM SHADE）などのバンドにも参加。
IZU(いず)ドラム担当。DOUP、鉄拳(T.K.N)2代目ドラマー、THC!!、C.R.P.(ちゃらんぽらん）といったバンドでも活動した。
ZEN（ぜん）キーボード担当。

## 略歴
- 2004年 - 結成。自主制作ファーストアルバム「Vampire Ecstasy」をリリース。
- 2005年 - 無料配信シングル「デスフォルダ」を公式サイトでリリース。
- 2008年 - レコード会社をエイベックスに移籍。
- 2010年 - メジャーデビューアルバム「ZOLTAKN」リリース。アメリカ22都市ツアーを行う。
- 2011年 - 世界最大のジャパンフェスである「JAPAN EXPO「においてアーティスト部門グランプリを獲得。ジャンボシングル『ケルゲレンボルテックス』リリース。
- 2012年 - ウッチー、ヒグチユーヘイ、ゼン、イズが新メンバーとして加入。シングル『ソロウィン』リリース。
- 2014年 - アルバム「RAZORS ON BACKSTREET」リリース。その後ヒグチユーヘイが脱退。
- 2015年 - カバー曲集「MIMIC YOUR HAIRSTYLE」リリース。

## ディスコグラフィー

### シングル
- ケルゲレンボルテックス （2011年12月19日、AVP）

1. ケルゲレンボルテックス
2. 空中線はフェノミナン
3. HUMAN NOISE
4. THE REPOMAN
5. 末期のBODY CHECKMATE
6. レイジングシティ
7. GENOM

- ソロウィン （2012年10月10日、YOTTABYTE）

1. ソロウィン
2. ハロウィンジルバ
3. Back to Halloween
4. ソロウィン （Instrumental）
5. ハロウィンジルバ （Instrumental）
6. Back to Halloween （Instrumental）

- MIMIC YOUR HAIRSTYLE （2015年3月6日、YOTTABYTE）

1. Kernkraft400
2. ヘルコップ
3. 十戒
4. SUPER LOVE LOTION
5. ICONOCLASM
6. ギミアブレイク

### アルバム
- Vampire Ecstasy （2004年3月22日、自主製作盤）

1. オープニング
2. Vampire Ecstasy
3. Freeeeze!!
4. テラービクセン
5. 華の魁
6. THE REPOMAN
7. Preservative Woman
8. クリムゾンタイラント
9. S.O.B
10. ディスコキング
11. バンボロ工房
12. ムリアリズム (MC：SV925SHARK)
13. PNFPN

- ZOLTANK （2010年5月5日、AVEX TRAX）

1. フレアスタック
2. 湘南族 -cannibal coast-
3. Freeeeze!!
4. V.マドンナスキゾイド
5. 69 Balloons
6. Transcrypt
7. Hot Blood Workout
8. Innsmouth
9. Border of the Dead
10. voodoovocoder
11. スリヰクフ
12. PNFPN
13. Economical Animal Superstar
14. Darkwave Surfer
15. カイドク
16. MAD SPORTS

- RAZORS ON BACKSTREET （2014年3月7日、YOTTABYTE）

1. メインテーマ
2. カルペノクテム
3. MAILER-DEMON
4. ケルゲレンボルテックス(Album Version)
5. Bad Taste Youth
6. NO-SEE-UM
7. 山のオックスベーカリー
8. BIG BUG HUNTER
9. セックスとギャングとチルドレン
10. ムクロマンテヒック
11. FRAGILE
12. ソロウィン
13. ロビンソン

### 配信
- デスフォルダ （2005年10月4日、公式サイトにて無料配信） 特典：FLASHアニメ/壁紙画像/漫画

1. Economical Animal Superstar
2. Darkwave Surfer
3. Vampire Ecstasy （Remixed by Kohki from Destruct System）

- オーラルヴァンパイア （2008年10月29日、iTunes Store限定配信）

1. 湘南族 -cannibal coast-
2. Darkwave Surfer
3. Transcrypt

- オーラルヴァンパイアII （2008年11月26日、iTunes Store限定配信）

1. Innsmouth
2. 69 Balloons
3. Economical Animal Superstar

- オーラルヴァンパイアIII （2008年12月31日、iTunes Store限定配信）

1. Border of The Dead

- Freeeeze!! （2009年1月28日、iTunes Store限定配信）

1. Freeeeze!!

### リミックス
- MIND:STATE 『Close Your Eyes （Aural Vampire Mix）』
- DJ TECHNORCH 『Boss On Parade （Aural Vampire's Blast-O-Matic）』
- NECRO STELLAR 『Tachyon Spiral - AURAL VAMPIRE REMIX』

### コンピレーションアルバム
- 萌えテクノぽっぷぅ 『カイドク』
- 超刺激エンターテイメント！3 『HOT BLOOD WORKOUT』『山羊パレード』
- カイキドロップ 『Vマドンナスキゾイド』
- HONDALADYトリビュートアルバム『10x10』 ※『ギミアブレイク』カバー

### ゲスト参加
- 谷洋幸 『立派な社会人』 programmed by RAVEMAN
- BLOOD 『BLOOD』 Guest vocal : EXO-CHIKA
- 第零交響師団『東方零響血屍 ～ Scarlet Bloodbath 』Tr.1,4,5,6,7,9,10,13 Guest vocal : EXO-CHIKA

### 提供曲
- アーケードゲームBeatmaniaIIDX15 DJ TROOPERS収録曲 『湘南族 -cannibal coast-』
- ワールドヨーヨーチャンピオンBLACK パフォーマンスムービーBGM
- フランスのJ-カルチャー専門チャンネルNOLIFEの番組『BIG BUG HUNTER』テーマ曲
- DJ TECHNORCHとの共作『変身 第二形態～The Metamorphosis 2nd Form～』

### その他
- 雑誌「MARAQUEE」 （発行/マーキー・インコーポレイティド）にて、レイブマン連載中（怪音部）
- 雑誌「LOUD」 （発行/エクストラ）にて、レイブマン連載中（布団ディスコ）
- テレビ・音の素 ゲスト・エキゾチカ （読売テレビ 2010年8月16日 1:59 - 2:29）
- WEB・WWSチャンネル エキゾチカ レイブマン出演 インタビュー映像（2011年7月14日）
- PCゲーム「Alice in Dreamworld」の主題歌ボーカル（EXO-CHIKA）